# CoRAP
CoRAP (englisch Community Rolling Action Plan, deutsch fortlaufender Aktionsplan der Gemeinschaft) ist ein Prozess beim Vollzug der EU-Chemikaliengesetzgebung REACH.

## Ablauf
Bei REACH – englisch für Registrierung, Bewertung, Zulassung und Beschränkung von Chemikalien – ist CoRAP im Schritt Bewertung angesiedelt. Im CoRAP werden die Stoffe aufgeführt, die innerhalb von drei Jahren bewertet werden müssen. Die Aufnahme in die Stoffliste basiert auf risikobasierten Kriterien, welche sich auf Gefahren, Expositionen und Einsatzmengen des Stoffs beziehen. Zudem sind die Interessen und Kapazitäten der EU-Mitgliedstaaten mitentscheidend für die Aufnahme in die CoRAP-Liste. In der Liste sind jeweils die ursprünglichen Bedenken in Bezug auf den Stoff sowie der Mitgliedstaat, der die Bewertung übernimmt, aufgeführt. Die zuständigen Behörden des Mitgliedsstaats haben gemäß Artikel 46, Absatz 4 der REACH-Verordnung, zwölf Monate Zeit für die Bewertung des Stoffs.
Nach Abschluss der Bewertung gibt es unterschiedliche Risikomanagementoptionen:
- Nachforderung von Informationen
- Zulassungsverfahren (SVHC, zulassungspflichtige Stoffe in Anhang XIV)
- Beschränkungsverfahren (Stoffe mit Beschränkungen der Herstellung, des Inverkehrbringens und der Verwendung in Anhang XVII)
- Harmonisierte Einstufung und Kennzeichnung (CLP)

## Stoffliste
In der Liste sind Stoffe enthalten, welche aufgrund des Verdachts auf negative Auswirkungen auf die menschliche Gesundheit bzw. die Umwelt von EU-Mitgliedstaaten bewertet worden sind oder deren Bewertung einem Mitgliedstaat zugeteilt worden ist.